# Robert Lowry (Politiker, 1831)

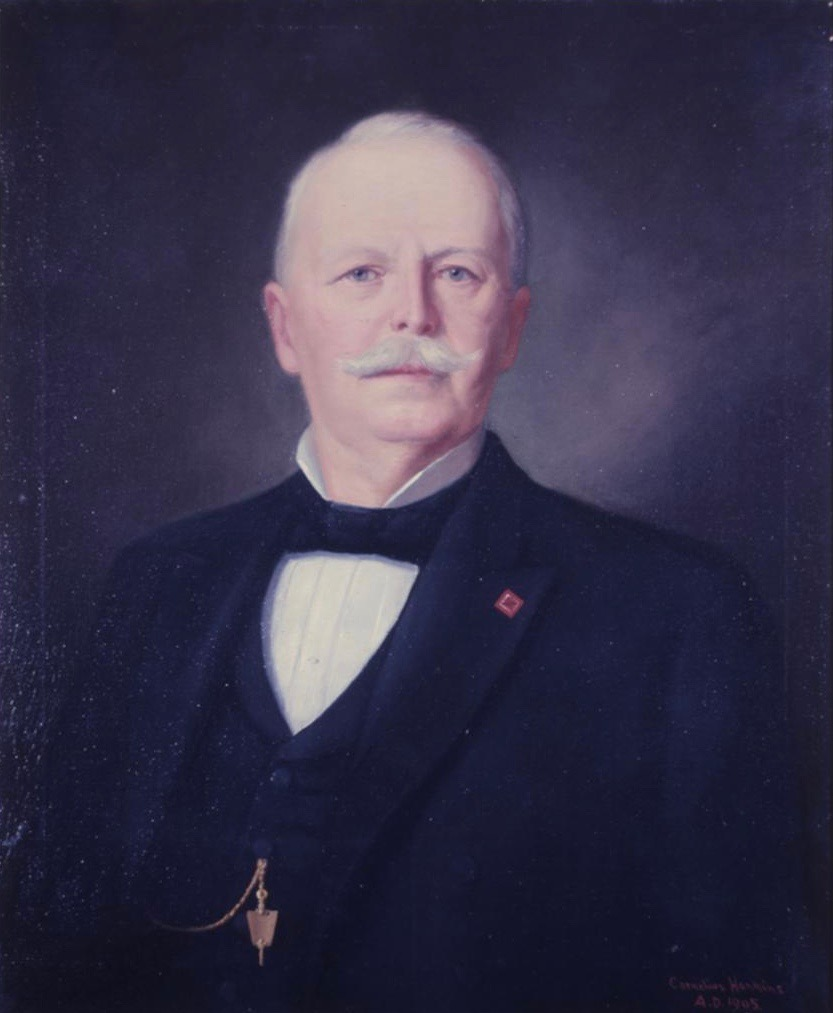
Robert Lowry

Robert Lowry (* 10. März 1831 im Chesterfield District, South Carolina; † 19. Januar 1910 in Jackson, Missouri) war ein US-amerikanischer Politiker. Von 1882 bis 1890 amtierte er als Gouverneur des Bundesstaates Mississippi.

## Frühe Jahre
Robert Lowry besuchte die öffentlichen Schulen seiner Heimat in South Carolina und dann, nach dem Umzug mit seiner Familie, in Mississippi. Nach einem Jurastudium wurde er 1859 als Rechtsanwalt zugelassen, worauf er in Brandon als Anwalt praktizierte. Während des Bürgerkrieges stieg er vom einfachen Soldaten bis zum Brigadegeneral des konföderierten Heeres auf.

## Politische Laufbahn
Lowry wurde Mitglied der Demokratischen Partei. Von 1865 bis 1866 gehörte er dem Senat von Mississippi an. Danach arbeitete er wieder als Rechtsanwalt, ehe er am 8. November 1881 zum neuen Gouverneur seines Staates gewählt wurde. Nach einer Wiederwahl im Jahr 1885 übte er dieses Amt zwischen dem 9. Januar 1882 und dem 13. Januar 1890 aus. In dieser Zeit wurde der Eisenbahnausschuss des Staates gegründet, eine staatliche Nervenheilanstalt erbaut und mit Hilfe von Steuererhöhungen das Bildungssystem verbessert. Zudem wurde der Ausbau des Eisenbahnnetzes vorangetrieben und das Streckennetz mehr als verdoppelt.

## Weiteres Leben
Im Jahr 1901 bewarb sich Lowry erfolglos um einen Sitz im US-Senat. Danach zog er sich in den Ruhestand zurück. Er beteiligte sich dann noch an einer historischen Abhandlung über den Staat Mississippi. Robert Lowry starb im Januar 1910. Mit seiner Frau Maria M. Gammage hatte er elf Kinder.